# 小西主殿介
小西 主殿介（こにし とのものすけ、生年不詳（一説には弘治3年（1556年）または永禄9年（1566年）） - 文禄2年1月8日（1593年2月9日））は、安土桃山時代の武将。戦国大名小西氏の一族で、弟・小西行長の家臣。実名は不詳ながら「長統（ながむね）」、「宗虎（むねとら）」とする説あり。父は小西隆佐。母は不詳。官途が主殿介（主殿は「とのも」と読む。）で実名不詳のため「主殿介」と呼ばれているが、主殿助との表記もある。洗礼名はペトロ。

## 略歴
小西行長の庶兄または弟（末弟）とされ、行長が肥後宇土城主となると隈庄城を預けられ城代となった。一説には子であるとされる小西忠右衛門も後に城代となったという。『肥後国誌』では隈庄城主とされる。
天正17年（1589年）天草五人衆の反乱では先鋒を任された。この時、水野勝成（当時小西家に仕官し千石を与えられていた）が副将として付いた。
文禄の役当時は1万石を領して一門最高の禄高を有し、渡海して外甥にあたる宗義智とともに梁山城を攻略する手柄を立てた。（梁山城の戦い）
文禄2年（1593年）1月8日、平壌城の戦いで3倍以上という明の大軍に敗戦して城外脱出する際、行長らを逃がすために、数十名の手勢で殿軍を務めて、壮絶な戦死を遂げた。